# Bălășești
Bălășești is een Roemeense gemeente in het district Galați.
Bălășești telt 2562 inwoners.